# Los Verdes de la Comunidad de Madrid
Los Verdes de la Comunidad de Madrid (LVCM) es un partido político de carácter ecologista y pacifista. La base ideológica de este partido es la ecología política aplicada a las diferentes actividades humanas en el planeta. Son también principios ideológicos los emanados de los movimientos sociopolíticos, la defensa de los seres vivos, no violencia, ecofeminismo, movimiento libertario y alternativo, naturismo y de defensa de los derechos humanos. Tras los malos resultados en las elecciones generales 2011 y elecciones anteriores se integró en Equo.

## Resultados electorales
- Durante las elecciones autonómicas y municipales de 2003, LVCM logró 28.266 votos (casi el 1% en las elecciones de mayo - tras Los Verdes de Madrid, que alcanzaron los 42.317 votos), pero se colocó como cuarta fuerza (la primera sin representación) en la repetición de las elecciones en octubre, con 14.067 (el 0.52 % de los votos).[n. 1]

- Para las elecciones municipales y autonómicas de 2007 se consiguió que todos los partidos verdes con alguna actividad en la Comunidad de Madrid,[n. 2] se unieran y presentaran una candidatura unitaria encabezada por Juan Manuel Román.[1] Los resultados fueron de 33.044 votos (1,13 % de los votos) y fueron la cuarta fuerza (la primera sin obtener representación). En Montejo de la Sierra obtuvieron un alcalde, Fernando de Frutos González, con el 54% de los votos.

- Elecciones municipales y autonómicas de 2011: de nuevo, se produjo una unión de todas las candidaturas verdes con el nombre de Ecolo-Verdes.[2] Además, se presentaron en coalición con Izquierda Unida.

- En las elecciones generales de 2011 concurrió en coalición con Izquierda Anticapitalista y Revolta Global bajo la denominación Anticapitalistas.[3] Anticapitalistas obtuvo en Madrid 6.508 votos (0,19% de los votos válidos en dicha circunscripción).[4]